# Hans Luckhardt
Hans Luckhardt (Berlín, 16 de junio de 1890-Bad Wiessee, 8 de octubre de 1954) fue un arquitecto alemán. Trabajó asociado a su hermano Wassili Luckhardt, en un estilo que evolucionó del expresionismo a un racionalismo influido por la Bauhaus.

## Trayectoria
Estudió en el Instituto Tecnológico de Karlsruhe, tras lo que abrió un estudio en Berlín. Tras la Primera Guerra Mundial, los hermanos Luckhardt se adhirieron al expresionismo, el estilo que dominaba entonces en Alemania. Formaron parte de los grupos expresionistas Arbeitsrat für Kunst, Novembergruppe y Der Ring, y en 1920 participaron en la exposición de la Gläserne Kette. Ese año presentaron dos proyectos que causaron gran sensación: el Hygienemuseum de Dresde y un monumento al trabajo. En 1921 fueron contratados para diseñar los soportes publicitarios de la autopista urbana Avus de Berlín. Ese año se asociaron con Franz Hoffmann y, al año siguiente, realizaron su primera obra en Berlín, la casa Buchthal.

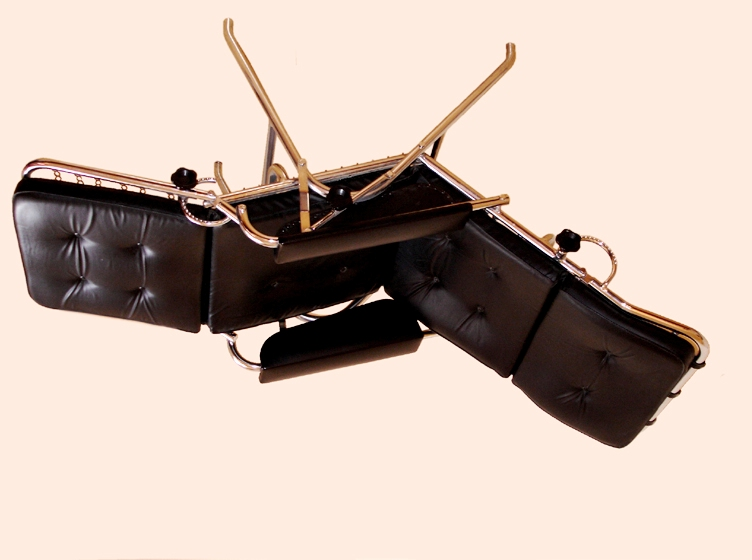
Silla reclinable Thonet Siesta Medicinal (1936)

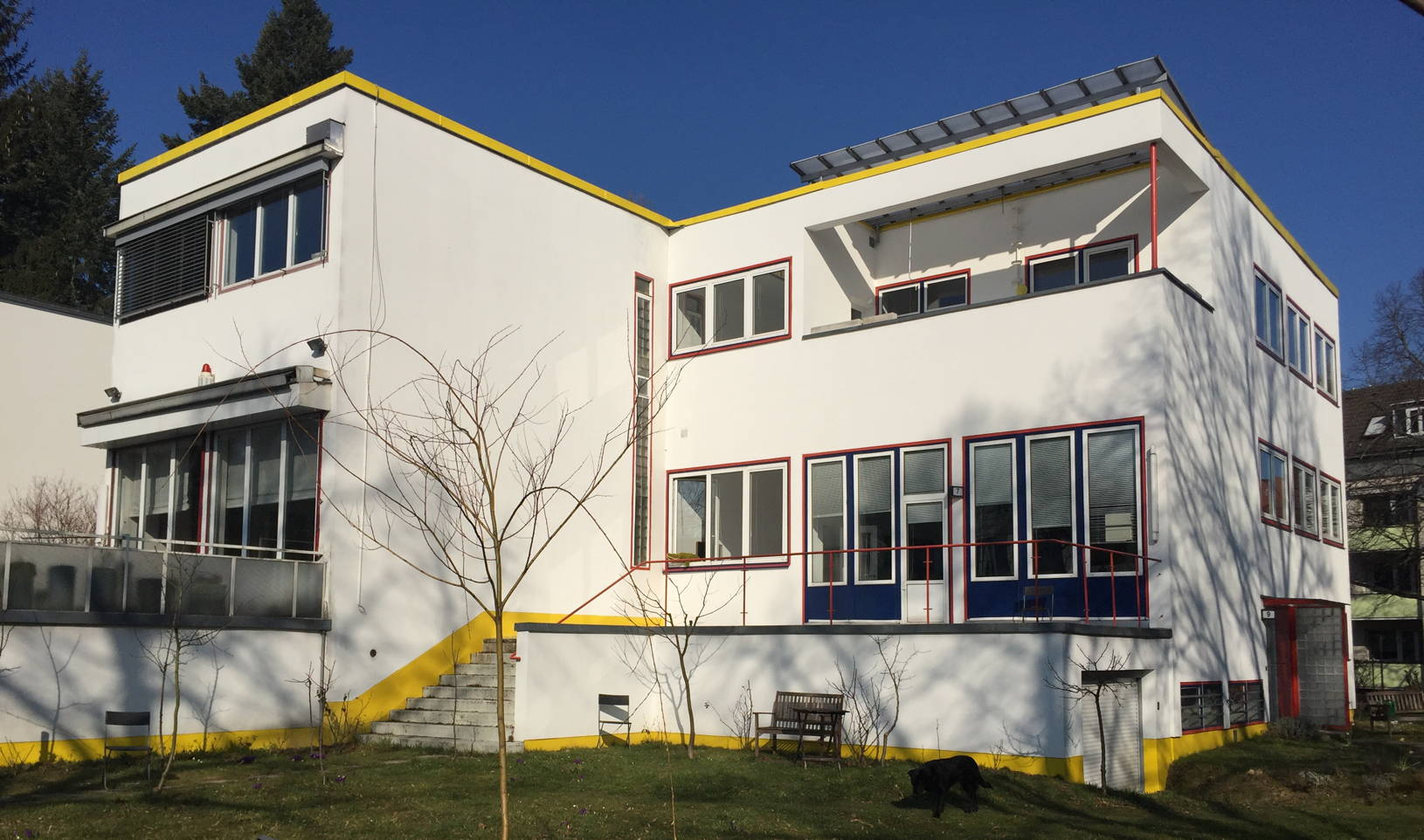
Casa doble Fritz Lang-Thea von Harbou, Schorlemerallee 7, Berlín (1929)

En 1924 se asociaron con Alfons Anker, con quien desarrollaron un estilo de edificios de formas cúbicas con ventanas en banda y frecuente recurrencia, en los edificios comerciales, a la publicidad luminosa, un estilo que cosechó un gran éxito y marcó en buena medida la imagen del Berlín de los años 1920. Un buen exponente es el edificio Teschow (1926-1928). También realizaron un proyecto de vivienda experimental, el barrio piloto de la Schorlemer Allee en Berlín (1924-1930).
A mediados de los años 1920, por influencia de la Bauhaus, derivaron hacia un estilo racionalista, uno de cuyos mejores exponentes fueron los apartamentos Rupperhorn (1929-1930). Con el advenimiento del nazismo los dos hermanos se inscribieron en el Partido Nacionalsocialista Obrero Alemán y se separaron de Anker, que era de origen judío. Sin embargo, su estilo moderno no era del gusto de las nuevas autoridades, más partidarias de un clasicismo academicista. En su proyecto de la Casa del trabajo (1934) retornaron a un lenguaje expresionista.
Tras la Segunda Guerra Mundial asumieron de nuevo el racionalismo que triunfaba a nivel internacional, en obras como el pabellón de Berlín en Hannover (1951), el grupo de casas de la exposición Interbau de Berlín (1955-1957) y la Oficina de asistencia social en Múnich (1954-1958).